# Daniel Melo
Daniel Melo (Belo Horizonte, 4 de julho de 1977) é um tenista brasileiro.
É irmão de Marcelo Melo e Ernane Melo, e atualmente, é técnico do irmão Marcelo. 
Jogou no circuito da Associação de Tenistas Profissionais (ATP) de 1997 a 2008, quando resolveu pendurar a raquete, tendo neste período mais sucesso nas duplas do que em simples. 
Seu melhor ranking de duplas foi a 79ª colocação, ao passo que em simples ele não passou do 151º lugar.
Em 2001 foi vice-campeão nas categorias simples e de duplas em Campos do Jordão e, no ano seguinte, ao lado do mexicano Alejandro Hernandez, venceu a final de duplas. 
Em Gramado foi duas vezes campeão: em 2000, ao lado de Alexandre Simoni; e 2001, com Adriano Ferreira.

## Conquistas (1)

### Duplas (1)
| Legenda                |
| Grand Slam (0)         |
| Tennis Masters Cup (0) |
| ATP Masters Series (0) |
| ATP Tour (1)           |

| Títulos por superfície |
| Dura (0)               |
| Grama (0)              |
| Saibro (1)             |
| Carpete (0)            |

| No. | Data                   | Torneio                 | Superfície | Parceiro    | Adversários na final        | Placar             |
| 1.  | 10 de setembro de 2001 | Costa do Sauípe, Brasil | Dura       | Enzo Artoni | Gastón Etlis Brent Haygarth | 6–3, 1–6, 7–6(7-5) |